# Buskerbus
Międzynarodowy Festiwal Sztuki Ulicznej BuskerBus to organizowany od 1997 r. festiwal, którego celem jest promocja sztuki ulicznej. Ponad 50 artystów wyrusza w trasę i występuje w 3-4 miastach. Festiwal gości artystów reprezentujących szeroki wachlarz dyscyplin artystycznych: muzyków, cyrkowców, klaunów, żonglerów, tancerzy i wielu innych. Przedstawienia zwykle odbywają się jednocześnie w kilku lokalizacjach.
Pomysłodawcą Festiwalu był Romuald Popłonyk. Obecnie BuskerBus organizowany jest przez Małgorzatę Węglarz.
Ostatnie edycje:
- XXI BuskerBus odbył się w dniach 19-27.08.2017 we Wrocławiu, Zielonej Górze i Krotoszynie[4].
- XXII Międzynarodowy Festiwal Sztuki Ulicznej BuskerBus odbył się w Krotoszynie w dniach 17-19.08.2018 oraz w Zielonej Górze w dniach 21-22.08.2018.[5]
- XXIII BuskerBus odbył się w Krotoszynie (23-25.08), we Wrocławiu (27-28.08) oraz w Zielonej Górze (30-31.08.2019). Tematem przewodnim była siła i precyzja[6].
- XXIV BuskerBus odbył się w Zielonej Górze (25-26.08), w Krotoszynie (28-30.08) i we Wrocławiu (01-02.09.2020)[7].
- XXV BuskerBus odbył się we Wrocławiu (21-22.08.2021), w Zielonej Górze (24-25.08.2021) oraz w Krotoszynie (27-29.08.2021).[8]